# Просовые
Просовые (лат. Panicoideae) — подсемейство растений семейства Злаки, или Мятликовые (Poaceae), к которому относятся такие известные и давно используемые в хозяйстве растения, как кукуруза, сахарный тростник, просо, сорго.

## Таксономия
Подсемейство включает 12 триб:
- Andropogoneae Dumort. (1824) — Бородачевниковые
- Arundinelleae Stapf (1898) — Тростничковые
- Centotheceae Ridl. (1907)
- Chasmanthieae W.V.Br. & B.N.Smith ex Sánchez-Ken & L.G.Clark (2010)
- Cyperochloeae L.Watson & Dallwitz ex Sánchez-Ken & L.G.Clark (2010)
- Gynerieae Sánchez-Ken & L.G.Clark (2010)
- Hubbardieae C.E.Hubb. (1960)
- Paniceae R.Br. (1814) — Просовые
- Steyermarkochloeae Davidse & R.P.Ellis (1984)
- Thysanolaeneae C.E.Hubb. (1934)
- Tristachyideae Sánchez-Ken & L.G.Clark (2010)
- Zeugiteae Sánchez-Ken & L.G.Clark (2010)